# Skylanders Academy
 (novembre 2017).
Si vous disposez d'ouvrages ou d'articles de référence ou si vous connaissez des sites web de qualité traitant du thème abordé ici, merci de compléter l'article en donnant les références utiles à sa vérifiabilité et en les liant à la section « Notes et références ».
Skylanders Academy est une série d'animation américaine produit par Teamto sous la supervision de l’auteur-producteur Eric Rogers, inspirée de la série de jeux vidéo Skylanders créée par Activision, produite par Activision Blizzard Studios et diffusée depuis le 28 octobre 2016 sur Netflix.

## Synopsis
Dans la lutte contre les forces des ténèbres sur la Terre des Skylands, l'Académie des Skylanders dirigée par Maître Eon représente le meilleur espoir de paix. Alors que Stealth Elf, Spyro, Eruptor, Pop Fizz et Jet-Vac forment l'équipe la plus efficace pour repousser le Mal, Kaos, l'ennemi le plus acharné des Skylanders, élabore sans cesse de nouveaux complots afin que les Ténèbres règnent en maître.

## Production
La série a été annulée après 3 saisons le 30 avril 2019.

### Réalisateurs
- Arthur Qwak (saison 1,2,3)
- Solène Azernour (saison 1,2)
- Alban Rodriguez (saison 3)

## Distribution
La voix exprimée pour la plupart des personnages est différente afin de donner à cette série une identité distincte des jeux vidéo. Les versions anglaise et française sont touchées par cela. Aussi dans cette série, Alexandre Gillet qui avait déjà doublé Spyro dans la série de jeux video The Legend of Spyro et non dans celle des Skylanders, reprend le rôle du dragon violet pour le doublage français de la série télévisée. Nathalie Homs ne reprend pas le rôle de Cynder, bien qu'elle l'avait doublé dans la trilogie de The Legend of Spyro.

### Voix originales
- Justin Long : Spyro
- Jonathan Banks : Eruptor
- Ashley Tisdale : Stealth Elf
- Jonny Rees : Jet-Vac
- Bobcat Goldthwait : Pop Fizz
- Felicia Day : Cynder
- Chris Diamantopoulos : Maître Eon
- Harland Williams : Hugo
- Richard Steven Horvitz : Kaos
- Catherine O'Hara : Kaossandra
- Norm Macdonald : Glumshanks
- Cedric Yarbrough : Broccoli Guy
- Chris Diamantopoulos : Chompy Mage
- John DiMaggio : Chef Pepper Jack
- Parker Posey : Dreamcatcher
- James Hetfield : Wolfgang
- Susan Sarandon : Golden Queen
- Jim Cummings : Malefor
- Fred Tatasciore : Snap Shot, Strykore
- Jill Talley : Roller Brawl
- Courtenay Taylor : Hex
- Josh Robert Thompson : Skull
- Daniel Wu : King Pen
- Billy West : Food Fight, Kaboom
- Grey Griffin: Sprocket
- Eric Rogers : Crash Bandicoot
- DanTDM : Cy
- John DiMaggio : Bad Breath
- Billy West: Bully
- Jason Ritter : Dark Spyro

### Voix françaises
- Alexandre Gillet : Spyro
- Patrice Baudrier : Eruptor
- Marc Saez puis Xavier Fagnon : Pop Fizz
- Céline Melloul : Stealth Elf
- Geneviève Doang : Cynder
- Gilbert Lévy : Kaos
- Martial Le Minoux : Jet-Vac
- Frédéric Cerdal : Maître Eon
- Jérôme Pauwels : Glumshanks
- Sophie Riffont : Golden Queen
- Cédric Dumond : Broccoli Guy
- Boris Rehlinger : Bad Breath
- Xavier Fagnon : Chompy Mage
- Antoine Tomé : Pepper Jack
- Bernard Métraux : Strykore, Snapshot
- Frédéric Popovic : Wolfgang
- Isabelle Leprince : Kaossandra
- Stéphane Roux : Crash Bandicoot
- Peggy Martineau : Coco Bandicoot
- Pauline Moulène : Sprocket
- Oscar Douieb : Fire Viper
- Emmanuel Rausenberger : Hugo
- Emmanuel Curtil : Flynn
- Michel Vigné : Malefor
- François Jerosme : King Pen
- Stéphane Ronchewski, Sylvain Lemarié, Magali Rosenzweig, Pascal Casanova, Cécile Gatto, Raphaël Cohen, François Delaive, Sacha Petronijevic, Marie Diot, Christian Diaz, Benjamin Bollen, Gilles Bellomi, Brigitte Guedj, Alain Dumas, Nathalie Kanoui, Élisa Bourreau : voix additionnelles

- Version française
  - Studio de doublage : Deluxe Media Paris (saison 1), BTI Studios (saisons 2-3)
  - Direction artistique : Jérôme Pauwels
  - Adaptation : Ilana Castro, Corinne Hyafil

## Épisodes
| Saison | Saison | Épisodes | Diffusion         | Diffusion |
| Saison | Saison | Épisodes | Premier épisode   |           |
| ------ | ------ | -------- | ----------------- | --------- |
|        | 1      | 12       | 28 octobre 2016   |           |
|        | 2      | 13       | 6 octobre 2017    |           |
|        | 3      | 13       | 28 septembre 2018 |           |

Le premier épisode a été présenté lors de la Paris Games Week 2016.

### Première saison (2016)
1. La réunion des Skylanders (Skylanders Unite!)
2. Méthode Skylanders (My Way or the Sky Way)
3. Tous pour un (Missing Links)
4. Manipulations (Dream Girls)
5. L'évasion (The Hole Truth)
6. Les envahisseurs de l'esprit (Space Invaders)
7. La colère d'Eruptor (Anger Mismanagement)
8. Une célébrité parmi nous (Pop Rocks)
9. La science de la barbe (Beard Science)
10. Skylands en danger (The Skylands Are Falling!)
11. Loin de chez soi (Crash Landing)
12. L'invasion de l'Académie Skylanders (Assault on Skylander Academy)

### Deuxième saison (2017)
Cette saison de treize épisodes a été mise en ligne le 6 octobre 2017.
1. Spyromanie (Spyromania)
2. Rêve de Ninjini (I Dream of Ninjini)
3. À la recherche de Cynder (Return to Cynder)
4. Un Thankstaking mémorable (Thankstaking for the Memories)
5. Élémentaire, mon cher Eruptor (Elementary, My Dear Eruptor)
6. Avis partagé (Split Decision)
7. Le procès de Pop Fizz (The People vs. Pop Fizz)
8. Le virus des Skylands (One Flu Over the Skylander’s Nest)
9. Le ventre du monstre (Belly of the Beast)
10. Qui est ton papa ? (Who’s Your Daddy?)
11. Rêves de mouton(-ball) (Sheep(ball) Dreams)
12. À deux, c'est mieux (It Techs Two)
13. Une touche maléfique (Touch of Evil)

### Troisième saison (2018)
Le 2 février 2017, la série est renouvelée pour une troisième saison prévue pour le 28 septembre 2018.
1. La lutte pour le pouvoir
2. La vérité est ici
3. Une rencontre explosive
4. Une traitresse parmi nous
5. Le fameux capitaine
6. Un week-end chez Eon
7. Enragée
8. Trois versions pour une histoire
9. Retour vers le futur
10. La course des courses
11. Trouble de la personnalité
12. Les aventuriers de l'île perdue, 1re partie
13. Les aventuriers de l'île perdue, 2e partie